# Музей Москвы
Музе́йное объедине́ние «Музе́й Москвы́» (Музей истории Москвы, Музей Москвы) — один из старейших музеев Москвы, расположенный в четырёх корпусах Провиантских складов на Зубовском бульваре. Экспозиция посвящена истории и культуре столицы. Музей включает филиалы: Музей археологии Москвы, Музей истории Лефортово, Музей Садовое кольцо, Музей Зеленограда, Центр Гиляровского и Библиотека имени Н. А. Добролюбова.
Ежегодно в музее проходят свыше 450 мероприятий, в том числе выставки, лекции, открытые дискуссии. Количество посетителей музея составляет более 800 000 в год.

## История
Музей Москвы был создан в 1896 году по инициативе Городской думы как Музей городского хозяйства и разместился в Крестовских водонапорных башнях. Основой экспозиции послужили материалы павильона Москвы на Всероссийской художественно-промышленной выставке в Нижнем Новгороде. С 1914 по 1925 год музей располагался в доме № 15 по Леонтьевскому переулку. В 1913—1915 годах музей возглавлял историк, москвовед Пётр Васильевич Сытин, который вернулся на эту должность в 1920—1928 гг.
В 1920 году музей был переименован в Московский коммунальный музей, а в 1926-м он переместился в Сухареву башню. После сноса башни в 1935 году музей переехал в здание храма Иоанна Богослова под Вязом на Новой площади. В 1930-е годы музей переименовали в Музей реконструкции и развития Москвы, а главной темой экспозиции стала реконструкция столицы по Генеральному плану 1935 года. А в 1947 году, к 800-летию Москвы, была открыта постоянная выставка, посвящённая истории города. С 1953 по 1976 год музей возглавлял видный москвовед, историк, некрополист Лев Андреевич Ястржембский. С 1979 по 1993 год директором музея была Лидия Никитична Соловьева.
В 1986 году название снова сменилось — на Музей истории Москвы. В 1993 году музей возглавила Галина Ведерникова. Под её руководством музей официально стал Музейным объединением, включив в себя филиалы: Старый Английский двор, Музей археологии, Музей Храма Христа Спасителя, Музей истории Лефортово, Музей-усадьбу «Кузьминки» и Музей русской гармоники имени Альфреда Мирека.
В 2006 году было принято решение о передаче музею зданий Провиантских складов на Зубовском бульваре для создания в них современного музея города. Вместе с новым адресом музей получил и новое название — Музей Москвы. В 2013-м музейное объединение возглавила Алина Сапрыкина.
С июля 2019 года новым генеральным директором Музея Москвы назначена Анна Трапкова, до последнего назначения занимавшая с 2017 года должность заместителя генерального директора по проектам реконструкции и развития Музея современного искусства «Гараж».
В 2025 году Музей Москвы стал победителем конкурса «Создание тактильных копий музейных экспонатов» в рамках программы «Особый взгляд» благотворительного фонда «Искусство, наука и спорт».

## Провиантские склады
Комплекс складов в стиле ампир был возведён в 1835 году. Изначально считалось, что автором проекта был Доменико Жилярди, однако в советский период выявили, что строительством руководили архитекторы Василий Стасов и Фёдор Шестаков.Склады предназначались для хранения продовольствия расквартированных воинских подразделений Хамовнических, Спасских, Лефортовских казарм.
В начале 1930-х годов Провиантские склады были переданы для организации хозяйства автобазы Генштаба Рабоче-крестьянской Красной армии. К началу XXI века хозяином здания была 147-я автобаза грузовых и специальных автомобилей Генштаба. Последние реставрационные работы проводились здесь в 1980-е годы.
В 2009 году Правительство Москвы передало Провиантские склады в дар Музею Москвы. В новые помещения, ставшие экспозиционным центром, было перевезено около 800 тысяч экспонатов.

## Коллекция
Музей ведёт активное комплектование материалов по социальной, культурной и бытовой жизни столицы, в том числе и предметов по истории XX века. По состоянию на 2019-й год, коллекция Музея Москвы насчитывает более 790 000 единиц хранения. Основное хранение музея разделено на два отдела — «Археология» и «Фонды».

### Археологическая коллекция
Начало формирования археологической коллекции было положено в конце 1940-х годов при участии советских учёных Михаила Рабиновича, Александра Дубынина, Галины Латышевой, Ростислава Розенфельдта. Отдел археологии Музея был создан в 1946 году. Сейчас его фонд охватывает период с каменного века до новейшего времени. Коллекции сформированы на основании материалов раскопок в Москве и Подмосковье и включают разнообразные орудия труда, продукцию ремесленного производства, оружие, домашнюю и церковную утварь, украшения, крупные деревянные конструкции, архитектурные белокаменные детали и надгробия. Следует отметить коллекции эпохи каменного века и бронзы, самые древние предметы из которых датируются 20-25 тыс. до н. э. уникальное собрание предметов эпохи раннего железного века (дьяковская археологическая культура), коллекции, происходящие со славянских памятников и с территории средневекового города, в том числе из Кремля (раскопки 1959—1960 гг.), с территории Зарядья и Китай-города. Результатами современного археологического изучения Москвы (в том числе и в рамках программы городского благоустройства) стало ежегодное поступление как массового городского материала, так и уникальных находок. Археологические экспонаты представлены как на выставке в основном здании Музея Москвы на Зубовском бульваре, 2, так и в филиале — Музее археологии Москвы.

### Фонды
В отдел входят фонд нумизматики и бонистики; коллекции предметов из металла; коллекции фарфора; стекла, керамики, фаянса; фонд изобразительного искусства (живопись, графика, скульптура, плакаты, открытки, афиши); коллекции «Одежда и ткани» и «Разные предметы быта»; коллекции мебели и предметов из дерева; фонда фотографий, фототипий, слайдов и фотонегативов; фонда документальных источников; фонда редкой книги, фонда мультимедийных источников; фонда предметов из драгоценных металлов и камня.
Коллекция планов, карт и схем состоит из карт и атласов России, СССР, планы Московской губернии, области, а также старинные и позднейшие планы Москвы XVI-XX веков, позволяющие детально проследить историю развития города и его картографии.
Фонд изобразительного искусства включает графику, живопись, иконы, скульптуру, арт-объекты, инсталляции, афиши и плакаты, календари, открытки. Коллекция живописи, графики, скульптуры насчитывает более 17 тысяч экспонатов и комплектуется с 1920-х годов. Среди них выделяется серия посвященных Москве живописных и графических произведений Аполлинария Васнецова, полотна Ивана Айвазовского, Михаила Нестерова, известных советских мастеров. Особую историческую и музейную ценность представляет прижизненный портрет Петра I, выполненный в 1717 году голландским живописцем Николасом Верколье.
Фонд негативов, фототипий, фотографий — коллекция, которая с документальной точностью иллюстрирует облик Москвы с середины XIX века до наших дней. Со второй половины 1990-х годов складывается коллекция ведущих современных художников, работающих в жанре фотография — Бориса Михайлова, группы «АЕС+Ф», Игоря Мухина, Владислава Мамышева-Монро и других.
Документальный фонд — насчитывает более 100 тысяч единиц хранения. Документы, хранящиеся в фонде, знакомят с жизнью москвичей с XVIII столетия до наших дней. Особый раздел коллекции составляют официальные документы с подписью российских государей — Екатерины I, Николая I, Александра I, Александра II, семейно-родовые архивы известных московских купеческих семей — Бахрушиных, Найдёновых, Вишняковых, Шелапутиных, Сорокоумовских, Сырейщиковых.
Фонд редкой книги охватывает период с конца XVII века до наших дней. В коллекцию входят книги по истории политической, культурной и хозяйственной жизни города, о её знаменитых людях и важнейших событиях. Имеются книги с автографами Сергея Есенина, Владимира Маяковского, Александра Блока, первые издания Михаила Ломоносова, Михаила Хераскова, Василия Татищева.

## Деятельность
Музей делает акцент на выставках, совмещающих предметы фондов и произведения современного искусства. В пространстве Провиантских складов прошли персональные выставки Семена Файбисовича, Андрея Гросицкого, Константина Батынкова, Дмитрия Цветкова, Александра Петлюры.
В Музее Москвы проходят общегородские, всероссийские и международные фестивали — выставка-презентация молодых художников моды FUTURUM MOSCOW, фестиваль дизайна Typomania, сезонные маркеты еды и антикварные рынки. Работает Лекторий, Детский центр, Центр Документального Кино и первая в городе музейная Велошкола.
Лекторий Музея Москвы представляет собой открытую площадку для разговора о городе и его жителях через лекции, дискуссии, конференции и практические занятия. Организаторы приглашают историков, музейных деятелей, художников, антропологов, социологов, урбанистов, журналистов и культурологов для создания актуального и междисциплинарного диалога. В 2018—2019 годах спикерами лектория стали: Екатерина Проничева, Алиса Прудникова, Антон Белов, Ольга Граблева, Павел Трехлеб, Ярослав Ковальчук, Фекла Толстая, Алексей Муратов, Алексей Новиков, Илья Утехин, Анна Наринская, Сергей Ситар, Михаил Алексеевский, Елена Петровская, Евгения Кикодзе, Александра Селиванова и другие .
Уличный Лекторий. Местная история — существующий с 2017 года летний проект, который вовлекает жителей в знакомство со своим районом и повышает интерес к истории города. В рамках «Уличного Лектория» ведущие московские историки и краеведы читают лекции об истории районов в разных локациях Москвы: дворах, парках, домах культуры, выставочных залах, кинотеатрах и библиотеках. Также Музей Москвы на базе местных культурных центров и в сотрудничестве с ними проводит лаборатории городских исследований для небольших групп. Участники изучают методы антропологического исследования города и проводят свое полевое исследование в отдельном районе.
Детский центр Музея Москвы— лаборатория по исследованию Москвы для детей и подростков. Участникам предлагаются авторские программы исследования музея и города, интерактивные экскурсии, образовательные программы к выставкам, мастер-классы, кружки и квесты. Главные проекты центра — «Дети в городе М», «Музейные уроки» и «Музейные расследования».
Велошкола — первая музейная велошкола столицы открылась в Музее Москвы 29 июня 2019 года. В программе — велоэкскурсии, мастер-классы и тематические встречи. На теоретических и практических занятиях дети, подростки и взрослые узнают о культуре пользования велосипедом в современном мегаполисе, основах ремонта и изменениях правил дорожного движения.
С 2018 года ежегодно проводится выставка «Здесь и сейчас», организованная Музеем Москвы совместно с Департаментом культуры (по поручению Мэрии Москвы). Молодые художники и участники артелей демонстрируют свои арт-объекты в качестве элементов городского дизайна. Выставка является масштабным смотром всего современного искусства, а также служит ознакомлением разных поколений с нынешними тенденциями в живописи, скульптуре, театре и даже кинематографе. Начиная с 2021 года, ввиду пандемической ситуации в столице, выставка впервые вышла на улицы и в парки, а большинство инсталляций останутся в городской среде до 2024 года.
В 2019 году специалисты Музея Москвы Павел Гнилорыбов и Денис Ромодин разработали авторские экскурсии «Шагая по Москве с Егором Бероевым. Крупнейший российский производитель натурального мороженого»: «Все, что вы хотели знать о модерне, или искусство жить красиво», «Москва в модном квадрате» и «Москва торговая». Экскурсии разработаны в формате аудиогидов и посвящены любопытным фактам из истории Центрального округа столицы. Маршруты озвучены актёром Егором Бероевым.
С 1 марта по 9 июня 2024 года в стенах Музея Москвы на Зубовском бульваре проводилась специальная выставка «Политехнический музей: приближая будущее». Выставка посвящалась 150-летию Политехнического музея и представляла собой его автобиографию.
В декабре 2024 года музей убрал из выставки «История Москвы» раздел, посвящённый сталинским репрессиям, и в частности, Шахтинскому делу 1928 года. Вещи репрессированных из дома на Набережной остались в экспозиции, однако аннотации, подготовленные сотрудниками Музея истории гулага, были сняты по стен.

## Филиалы
| Иллюстрация                   | Название                                | Адрес                         | Описание |
| ----------------------------- | --------------------------------------- | ----------------------------- | --- |
|                               | Музей археологии Москвы                 | Манежная площадь, 1а          | Музей археологии Москвы был открыт в 1997 году к юбилею столицы. В 2013—2015 годах он закрывался на капитальный ремонт. Основным экспонатом музея являются устои Воскресенского моста через реку Неглинную, открытые археологами во время раскопок на Манежной площади. Музей экспонирует около 2 тысяч предметов из археологических коллекций Музея Москвы, рассказывая об изучении археологами исторического центра столицы и методах археологической науки. Для маленьких посетителей проводятся программы, во время которых они — как настоящие исследователи — могут поработать совком и кисточкой. Специалисты музея проводят не только традиционные экскурсии, но и онлайн-мероприятия, лекции, мастерклассы. |
|                               | Музей истории Лефортово                 | Крюковская улица, 23          | Музей начал работать 25 сентября 1999 года, в честь 300-летия Лефортово. Это единственный в Москве музей, экспозиция которого посвящена истории одного района. Коллекция музея состоит из материалов об истории жизни района, ставшего частью Москвы в середине XIX века — с момента его основания под патронатом царя Петра I и некоего жителя Немецкой слободы швейцарца по национальности Франца Лефорта, до настоящего времени, когда Лефортово превратилось в важный промышленный район столицы. Большая часть коллекции музея посвящена периоду расцвета Лефортово (XVIII век), тогда там находились московские поместья российских правителей — цариц Екатерины I, Анны Иоанновны, Елизаветы Петровны, Екатерины II, царей Петра II и Павла I. Музей демонстрирует развитие торговых отношений и производства в XIX веке, открытие системы военно-учебных заведений (Алексеевского юнкерского училища и трёх Кадетских корпусов), быт местных купцов и его масштабную благотворительность. Также в музее представлены экспонаты по истории района в XX веке — документы и фотографии мощных промышленных заводов и фабрик. Отдельное место занимают материалы, посвящённые обороне города в период Великой Отечественной войны 1941—1945 годов. |
|                               | Центр Гиляровского                      | Столешников переулок, 9       | Открылся в 2017 году — ко дню рождения беллетриста Владимира Гиляровского. В центре проводятся театральные постановки, лекции, мастер-классы, а также организуются временные экспозиции. |
|                               | Музей «Садовое кольцо»                  | проспект Мира, 14             | Располагается в особняке XVIII века, построенном в стиле классицизм. Основан в 1970 году как Музей трудовой и боевой славы Дзержинского района, а в 1998 году был полностью реорганизован. |
|                               | Музей Зеленограда                       | Зеленоград, корпус 360        | Зеленоградский историко-краеведческий музей был открыт в 1969 году по инициативе жителей нового города. С 2023 года основное пространство музея расположено в доме «Флейта» (корпус 360) — памятнике советского модернизма. |
|                               | Библиотека имени Н. А. Добролюбова      | Смоленская площадь, 13/21     | Библиотека им. Н. А. Добролюбова является структурным подразделением Музейного объединения «Музей Москвы». Это одна из старейших публичных библиотек, ведущая свою историю с 1848 года. |
| Вышедшие из объединения музеи |                                         |                               | |
|                               | Музей русской усадебной культуры        | Тополёвая аллея, 6            | Музей был открыт в 2000 году во флигеле усадебного комплекса XVIII века Кузьминки. В нём представлены предметы, связанные с жизнью бывших хозяев усадьбы — баронов Строгановых и князьей Голицыных, а также с крестьянской культурой XIX века. Являлся отделом Музея Москвы до 2018 года, затем вошел в состав парковой зоны «Кузьминки — Люблино». |
|                               | Музей «Дом на набережной»               | Улица Серафимовича, 2         | Музей основан в 1989 году по инициативе жительницы дома Тамары Тер-Егиазарян. В основе лежала коллекция вещей, собранная жителями Дома правительства. В 2013-м вошёл в состав объединения «Музей Москвы», а в 2018-м был переведён в состав Музея истории ГУЛАГа. |
|                               | Музей русской гармоники Альфреда Мирека | 2-я Тверская-Ямская улица, 18 | Открытие музея состоялось в 2000 году на основе коллекции Альфреда Мирека, переданной в Музей Москвы. В 2018-м музей вошёл в состав Государственного мемориального музея Александра Скрябина. |
|                               | Старый Английский двор                  | Варварка, 4                   | Крупные белокаменные жилые палаты XV века, построенные при постельничем Иване Бобрищеве. В 1994 году в присутствии королевы Великобритании Елизаветы II в помещениях открылся музей «Английское подворье». Экспозиция посвящена торговым, культурным и дипломатическим связям между Российской и Британской империями. В 2020 году музей вошёл в состав ландшафтно-архитектурного комплекса парка «Зарядье». |
|                               | Храм Христа Спасителя                   | Улица Волхонка, 15            | По поручению Правительства Москвы Комитет по культуре образовал при Музее истории Москвы отдел «История храма Христа Спасителя» для организации экспозиции в обходной галерее нижней Спасо-Преображенской церкви комплекса храма. Открытие музея состоялось 19 апреля 1998 года. |

## Награды
- Почётная грамота Московской городской думы (14 декабря 2016 года) — за заслуги перед городским сообществом[39]
- Лауреат Национальной премии в области музейного дела имени Д. С. Лихачёва в номинации «Музейная экспозиция» за экспозицию «История Москвы» (22 мая 2025 года)[40]